# Calamagrostis teberdensis
Calamagrostis teberdensis är en gräsart som beskrevs av Dmitrij Litvinov. Calamagrostis teberdensis ingår i släktet rör, och familjen gräs. Inga underarter finns listade i Catalogue of Life.